# Область Саванн
Саванн (фр. Région des Savanes) — область в Того. Площадь области Саванн равна 8 602 км². Численность населения составляет 828 224 человека (на 2010 год). Плотность населения — 96,28 чел./км². Административный центр области — город Дапаон.

## География
Область Саванн расположена на крайнем севере Того. На запад от неё проходит государственная граница Того с Ганой, на север — государственная граница с Буркина-Фасо, на восток — государственная граница с Бенином. Южнее области Саванн лежит область Кара.

## Административное деление

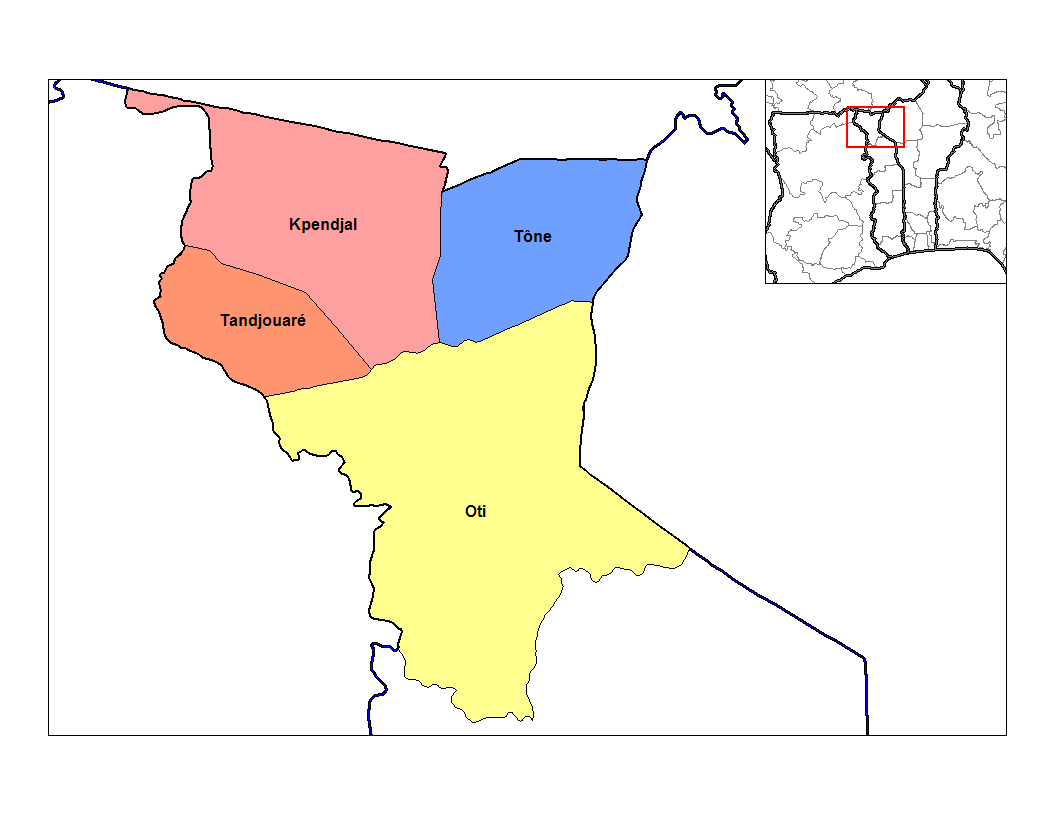
Префектуры области Саванны.

В административном отношении область Саванн разделена на 4 префектуры:
- Кпенджаль
- Оти
- Танджуаре
- Тён